# Artis-Historia
Artis-Historia was een Belgische uitgeverij, bekend voor haar systeem van spaarpunten.

## Geschiedenis
De uitgeverij ontstond in 1976 uit de fusie van de uitgevers Artis en Historia, ontstaan na de Tweede Wereldoorlog. Artis-Historia verkocht niet-geïllustreerde boeken, die de koper kon aanvullen met afzonderlijk inplakbare foto's die men kon verkrijgen door spaarpunten. Die zogenaamde "Artis-punten" werden verzameld via de verpakking van producten van diverse Belgische en internationale distributiemerken en konden in inruilcentra of enkele boekhandels, zoals Standaard Boekhandel, worden ingewisseld voor illustraties. De uitgaven van Artis-Historia waren hoofdzakelijk culturele en educatieve non-fictie. Men publiceerde onder meer de reeks Artiscoop, die in ringmappen kon verzameld worden.
Sinds het begin van de jaren 90 kende de uitgever financiële problemen. In 2001 werd Artis-Historia gekocht door Vicindo, het marketingfiliaal van De Post. Volgens cijfers van dat jaar verzamelden zo'n 1,25 miljoen Belgische gezinnen de punten en van de 1,25 miljard verspreide punten keerden er meer dan 260 miljoen terug. De post wijzigde nog de formule in een systeem waar punten een geldwaarde kregen, maar Artis-Historia bleef verlieslatend.
In 2003 werd Artis-Historia nog verkocht aan de Nederlandse groep ECF, maar in 2004 ging het failliet.
Sedert 2015 is de nieuwe eigenaar met een nieuwe reeks begonnen, voornamelijk rond (huis)dieren.